# Viper (gruppo musicale)
I Viper sono una band heavy metal brasiliana formata nel 1985, inizialmente influenzata dalla musica degli Iron Maiden e della NWOBHM, subito dopo hanno sviluppato il loro sound.

## Storia del gruppo
Nel 1985 i Viper hanno registrato il loro demo The Killera Sword, contenente 6 brani che nel 1987, uniti ad altri 3 (Knights of Destruction, Wings of the Evil, Soldiers of Sunrise), avrebbero formato il primo album del gruppo, Soldiers of Sunrise, che, nonostante la semplice produzione, dimostrò le abilità dei membri della band, all'epoca tutti molto giovani.
Nel 1989 pubblicarono Theatre of Fate, con un notevole mix di metal e musica classica, con una canzone basata sulla Moonlight Sonata di Beethoven. Quest'album fu rilasciato in molti paesi e garantendo a loro la fama a livello internazionale, soprattutto in Giappone.
Non molto tempo dopo che, tuttavia, il cantante Andre Matos lasciò i Viper per andare a completare la sua educazione musicale in Germania. Una volta tornato in Brasile, si unì al gruppo power metal Angra.
Piuttosto che cercare un altro cantante, il bassista (e compositore principale dei Viper) Pit Passarel prese il ruolo di cantante. Questo portò un cambiamento nello stile della band, evidente nel loro terzo album Evolution (uscito nel 1992), con un sound riconducibile al thrash metal; ciò nonostante, ricevettero ottime recensioni.
Nel 1995 venne pubblicato il loro quarto album, Coma Rage, in cui è molto forte un'influenza punk; tuttavia, la band dichiarò in seguito che sono ben lungi dall'essere soddisfatti del missaggio dell'album.
Il 1996 fu un momento nero per la band: poco dopo la pubblicazione del loro quinto album, Tem pra todo mundo (il primo cantato nella loro lingua madre, il portoghese), la loro etichetta discografica, la Castle Communications, fallì; le controversie legali impedirono alla band di ripubblicare l'album per un'altra etichetta o per registrare, in seguito, un prossimo album. Le attività del gruppo si fermarono, nonostante non ci fossero mai stati segni di rottura.
Nel 1999 fu pubblicata la compilation Everybody Everybody - The Best of Viper per celebrare i quindici anni dei Viper.
Nel 2001 la band fece ritorno alle loro attività, facendo alcuni concerti su tutto il territorio brasiliano. Poco dopo, il chitarrista Yves Passarel lasciò i Viper per concentrarsi sulla sua nuova band, i Capital Inicial, un rinomato gruppo pop rock brasiliano; suo fratello Pit collaborò anche con questa band come compositore.
Nel 2004, con un nuovo cantante, Ricardo Bocci, i Viper ripresero un tour in Brasile e, nel 2005, pubblicarono un documentario, 20 Years Living for the Night.
Nel Dicembre del 2005, la band pubblicò un DVD, 20 Years of Viper, raccontando tutta la storia della band e della sua esistenza. Iniziarono anche a lavorare nella pre-produzione di un nuovo album, e registrarono un demo; nel Febbraio 2006 iniziarono a registrare l'album. All My Life venne finalmente rilasciato nel mese di Giugno del 2007.
Dopo un tour in Brasile, i Viper andarono nuovamente in pausa; nel febbraio 2010, Bocci annunciò che avrebbe lasciato la band per lavorare al suo progetto solista.
Andre Matos si unì nuovamente alla band dal 2012 per un nuovo tour in Brasile, fino al nuovo abbandono del 2016.

## Formazione

### Formazione attuale
- Leandro Caçoilo - voce (2017-presente)
- Felipe Machado - chitarra (1985-presente)
- Guilherme Martin - batteria (1989-1991, 2001-2005, 2012-presente)
- Kiko Shred - chitarra (2021-presente)

### Ex componenti
- Andre Matos † - voce e tastiere (1985-1990, 2012-2016)
- Yves Passarell - chitarra (1985-1996, 2001)
- Cassio Audi - batteria (1985-1989)
- Renato Graccia - batteria (1991-1996, 2005-2012)
- Val Santos - chitarra (2001–2007)
- Ricardo Bocci - voce (2004-2010)
- Hugo Mariutti - chitarra (2012-2020)
- Pit Passarell † - basso (1985-2024)

## Discografia

### Album in studio
- 1987 - Soldiers of Sunrise
- 1989 - Theatre of Fate
- 1992 - Evolution
- 1995 - Coma Rage
- 1996 - Tem pra todo mundo
- 2007 - All My Life
- 2023 - Timeless

### EP
- 1992 - Vipera Sapiens

### Demo
- 1985 - The Killera Sword
- 2005 - Do It All Again